# Robert Potokar
Robert Potokar, slovenski arhitekt, * 1965

## Življenje
Robert Potokar je diplomiral na Fakulteti za arhitekturo v Ljubljani leta 1990. Je član Zbornice za arhitekturo in prostor Slovenije (ZAPS).
Je odgovorni urednik revije Piranesi. Gostujoči predavatelj na Univerzi v Mariboru, Fakulteta za gradbeništvo, prometno inženirstvo in arhitekturo, od leta 2010 dalje.
Leta 2002 izdal knjigo Gorenjska - arhitekturni vodnik.  Leta 2003 je v sodelovanju z Vojtehom Ravnikarjem ustanovil Ravnikar Potokar arhitekturni biro. Maja 2008 je s Špelo Kuhar izdal vodnik Gremo v mesto Ljubljana, ki je bil posodobljen v avgustu 2018.
Zadnja leta se ukvarja tudi s krajinsko fotografijo.

## Nagrade
- Mednarodno priznanje Piranesi, Piran 1996, z: Vojteh Ravnikar, Maruša Zorec
- Mednarodno priznanje Piranesi, Piran 1998, z: Maruša Zorec, Ana Kučan
- Plečnikova medalja za knjigo Gorenjska - arhitekturni vodnik, Ljubljana 2003
- Mednarodna nagrada Piranesi, Piran 2004, z: Miha Klinar, Špela Kuhar, Blaž Medja, Uroš Pavasović
- Zlati svinčnik, ZAPS 2007; realizacija poslovne stavbe F2 Masarykova, z Vojtehom Ravnikarjem [3]
- Zlati svinčnik, ZAPS 2008; Hišica ob drevesu [4]
- Nagrada Najlepša slovenska knjiga na 24. Slovenskem knjižnem sejmu za vodnik Gremo v mesto Ljubljana, Cankarjev dom, Ljubljana 25. november 2008, z: soavtorica Špela Kuhar, oblikovalec Domen Fras
- Nagrada ZAPS Zlati svinčnik za Ureditev Cankarjevega trga in Blaževe ulice v Škofji Loki, Ljubljana 2015, z. Primož Žitnik, Ajdin Bajrović, Andrej Blatnik, Špela Kuhar, Tanja Simonič Korošak, Jure Miklavc, Jaka Verbič, Jože Carli, Silva Cimperman
- Nagrada za naj leseno gradnjo 2016, v kategoriji javne stavbe, za Objekti v naravnem rezervatu Škocjanski zatok, podeljuje Agencija Spirit Slovenija, Ljubljana 2016, z. Janez Brežnik, Urša Komac, Špela Kuhar, Ajdin Bajrović, Mateja Šetina
- Nagrada za urbani prostor, Mednarodni 21. Salon arhitekture Novi Sad, 2018, nagrajeni projekt: Trg pod gradom in igrišče Zamorc v Škofji Loki, 2018, z: Primož Žitnik, Ajdin Bajrović, Tanja Simonič Korošak